# لوئیس فن ده پرک
لوئیس فن ده پرک (انگلیسی: Louis Van de Perck) کماندار اهل بلژیک است.
از افتخارات وی میتوان به کسب یک مدال طلا و دو مدال نقره در بازی‌های المپیک تابستانی ۱۹۲۰ اشاره کرد.